# Řetenice
Řetenice jsou část statutárního města Teplice, nachází se na jeho západní straně. Prochází zde silnice II/254, výpadovka na Duchcov. Řetenice leží v katastrálním území Teplice-Řetenice o rozloze 3,09 km².

## Historie
První písemná zmínka o Řetenicích pochází z roku 1282.

## Obyvatelstvo
|           | 1869 | 1880 | 1890 | 1900  | 1910  | 1921  | 1930  | 1950  | 1961  | 1970  | 1980  | 1991  | 2001  | 2011  | 2021  |
| --------- | ---- | ---- | ---- | ----- | ----- | ----- | ----- | ----- | ----- | ----- | ----- | ----- | ----- | ----- | ----- |
| Obyvatelé | 395  | 533  | 880  | 2 433 | 3 260 | 3 083 | 3 285 | 2 756 | 3 925 | 7 418 | 6 360 | 4 572 | 4 205 | 3 996 | 4 016 |
| Domy      | 30   | 46   | 59   | 101   | 138   | 140   | 210   | 259   | 259   | 316   | 314   | 289   | 278   | 313   | 289   |

## Obecní správa
Při sčítání lidu v letech 1869–1950 Řetenice byly samostatnou obcí, se kterým patřily nejprve do okresu Teplice, ale v letech 1921–1930 v okrese Teplice-Šanov a v roce 1950 znovu v okrese Teplice. Od roku 1963 je částí statutárního města Teplice.

## Hospodářství a doprava
Od roku 1890 zde funguje sklárna.

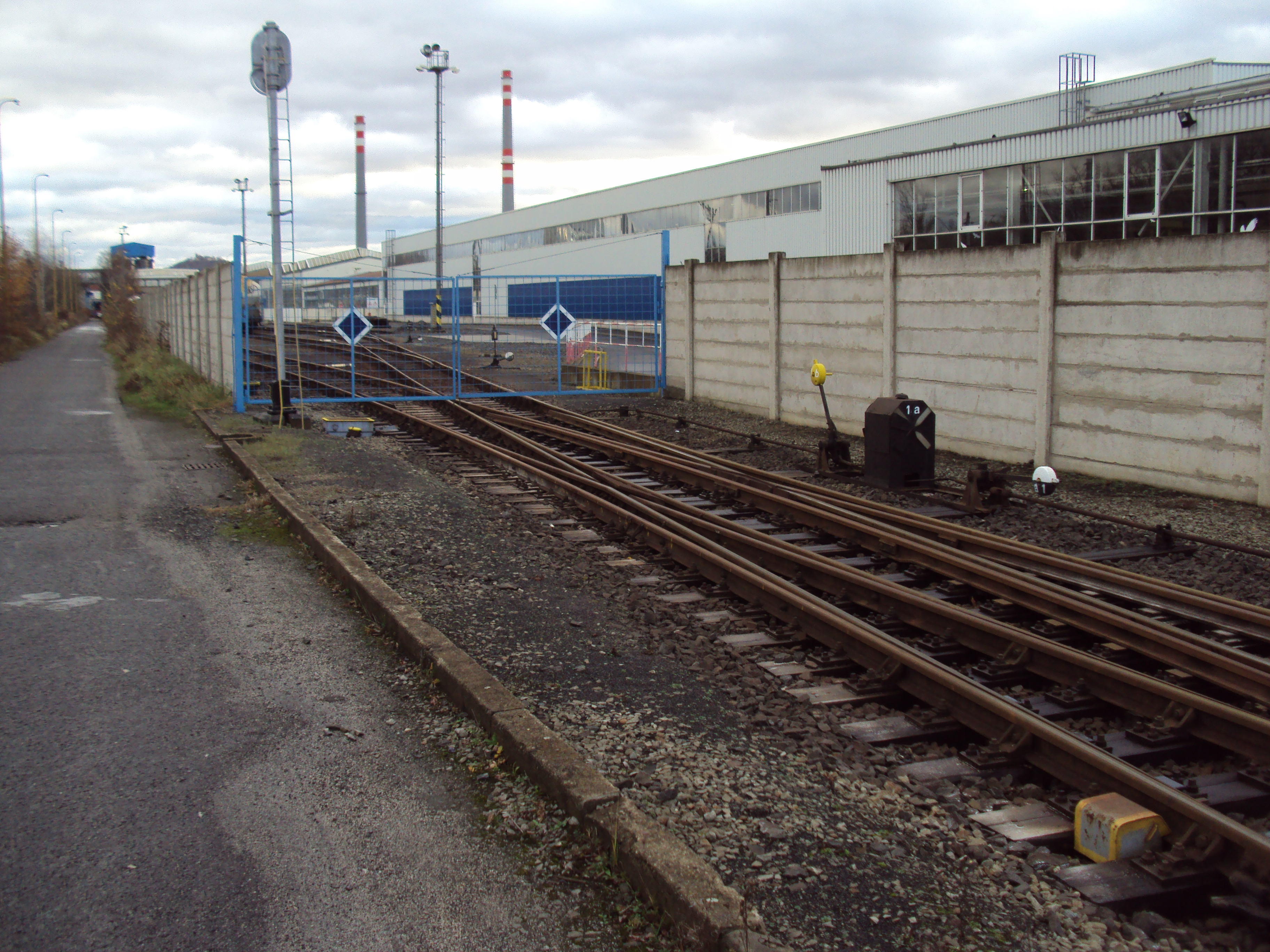
Vlečka do skláren

Řetenické nádraží stojí na trati Ústí nad Labem – Chomutov a odbočující regionální trati do Lovosic s vlečkou do skláren AGC (bývalý Sklo Union, pak GLAVUNION).

## Osobnosti
- František Malík (1885–1976), politik